# Kenneth Brylle
Kenneth Brylle Larsen (Copenaghen, 22 maggio 1959) è un allenatore di calcio ed ex calciatore danese, di ruolo attaccante.

## Caratteristiche tecniche
Giocava normalmente in posizione di punta centrale.

## Carriera

### Giocatore

#### Club
Esordisce in prima squadra nel 1977 tra le file dello Hvidovre, club militante nella seconda divisione danese, Nel 1978 gioca invece in massima divisione col Vejle, segnando 13 gol e vincendo anche il campionato.
Si trasferisce quindi in Belgio, dove con la maglia dell'Anderlecht conquista il titolo nel 1981 e la Coppa UEFA 1982-1983. Nel 1984 gioca invece per una stagione nei Paesi Bassi nel PSV, seguita da una in Francia nell'Olympique Marsiglia e da un'altra in Spagna nel Sabadell. Torna definitivamente in Belgio nel 1986 in seguito all'ingaggio nel Club Bruges: coi nerazzurri vince altri due titoli in quattro anni, e diventa anche capocannoniere nella Coppa UEFA 1987-1988.
Brylle termina la carriera nel 1995, dopo aver militato anche nel Beerschot, nel Lierse e nel Knokke.

#### Nazionale
Esordisce nella Danimarca nel 1980, facendo in seguito parte del gruppo che partecipa al campionato d'Europa 1984: scende in campo nella partita vinta 3-2 contro il Belgio (segna anche il gol del 2-2) valevole per la prima fase, e nella semifinale persa ai calci di rigore contro la Spagna.
Disputa in totale 16 incontri con la Nazionale, segnando 2 gol.

### Allenatore
Dal 2009 al 2010 ha allenato lo Hvidovre.

## Palmarès

### Giocatore

#### Club

##### Competizioni nazionali
- Campionato danese: 1

Vejle: 1978
- Campionato belga: 2

Anderlecht: 1980-1981
Club Bruges: 1987-1988
- Supercoppa del Belgio: 2

Club Bruges: 1986, 1988

##### Competizioni internazionali
- Coppa UEFA: 1

Anderlecht: 1982-1983

#### Individuale
- Capocannoniere della Coppa UEFA: 1

1987-1988 (6 gol ex aequo con Kálmán Kovács e Dīmītrīs Saravakos)